# Brewster (Nebraska)
Pour les articles homonymes, voir Brewster.
La ville de Brewster est le siège du comté de Blaine, dans l’État du Nebraska, aux États-Unis. Sa population s’élevait à 17 habitants lors du recensement de 2010, ce qui en fait le siège de comté le moins peuplé du pays. À noter que le comté tout entier ne compte que 478 habitants.